# امام‌کندی (شهرستان ارومیه)
امام کندی، روستایی است از توابع بخش  انزل  و در شهرستان ارومیه استان آذربایجان غربی ایران.

## جمعیت
این روستا در بخش انزل  قرار داشته و بر اساس سرشماری سال ۱۳۸۵ جمعیت آن ۷۷ نفر (۱۵ خانوار)
بوده‌است.